# Darío Agrazal
Darío Abdiel Agrazal Espinosa (nacido el 28 de diciembre de 1994) es un lanzador de béisbol profesional panameño.

## Carrera

### Pittsburgh Pirates
Agrazal firmó con los Piratas de Pittsburgh como agente libre internacional en julio de 2012. Hizo su debut profesional en 2013 con los DSL Pirates y pasó toda la temporada allí, con marca de 6-0 y efectividad de 2.40 en 13 juegos (12 aperturas). En 2014, jugó para los GCL Pirates, donde tuvo marca de 3-4 con efectividad de 4.20 en 12 aperturas, y en 2015, lanzó para los West Virginia Black Bears, donde compiló un récord de 6-5, efectividad de 2.72 y WHIP de 1.08. en 14 partidos fue titular. Agrazal pasó 2016 con West Virginia Power, donde tuvo marca de 8-12 con efectividad de 4.20 en 27 aperturas, y 2017 con los Bradenton Marauders, donde registró un récord de 5-3 y efectividad de 2.91 en 14 juegos (13 aperturas), además de lanzar. un juego para Altoona Curve.Los Piratas agregaron a Agrazal a su lista de 40 hombres después de la temporada 2017. Comenzó la temporada 2018 con Altoona y también pasó tiempo con Bradenton. En 17 juegos (16 aperturas) con los dos equipos, tuvo marca de 5-6 con efectividad de 3.65.Agrazal fue designado para asignación el 11 de enero de 2019, cuando Aaron Slegers fue reclamado de las exenciones. Comenzó el 2019 con Altoona antes de ser ascendido a los Indios de Indianápolis. El 15 de junio de 2019 ascendió por primera vez a las ligas mayores, y debutó frente a los Miami Marlins. Agrazal fue designado para asignación el 20 de noviembre de 2019.

### Detroit Tigers
El 25 de noviembre de 2019, Agrazal fue traspasado a los Tigres de Detroit a cambio de contraprestaciones en efectivo. Agrazal fue designado para asignación el 8 de enero de 2020, tras la adquisición de Eric Haase. El 13 de enero de 2020, Agrazal aprobó las exenciones y fue enviado directamente a Toledo Mud Hens. Más tarde fue invitado a los entrenamientos de primavera, que se interrumpieron debido a la pandemia de COVID-19. Agrazal fue asignado al sitio de entrenamiento alternativo del Tigre cuando la liga reanudó el juego en el verano. Su contrato se compró el 23 de julio de 2020 y estaba previsto que Agrazal fuera el quinto titular.  Fue colocado en la lista de lesionados de 10 días el 27 de julio por una distensión en el antebrazo derecho.  Los Tigres lo transfirieron a la lista de lesionados de 45 días el 19 de agosto, poniendo fin a su temporada 2020 antes de que pudiera lanzar en un solo juego. El 27 de octubre de 2020, Agrazal fue eliminado de la lista de 40 hombres. Se convirtió en agente libre el 2 de noviembre de 2020.

### Arizona Diamondbacks
El 19 de mayo de 2021, Agrazal firmó un contrato de ligas menores con la organización Arizona Diamondbacks. Eligió la agencia libre el 7 de noviembre de 2021.

## enlaces externos
- Esta obra contiene una traducción  derivada de «Darío Agrazal» de Wikipedia en inglés, publicada por sus editores bajo la Licencia de documentación libre de GNU y la Licencia Creative Commons Atribución-CompartirIgual 4.0 Internacional.
- Darío Agrazal en MLB
- Darío Agrazal en ESPN

- Datos: Q64740106